# Torneo di Francia
Il Torneo di Francia (in francese Tournoi de France) fu una competizione a inviti di calcio internazionale tenutosi in Francia dal 3 all'11 giugno 1997.
Organizzato dalla FFF, si tenne in quattro delle sedi che un anno più tardi avrebbero ospitato il mondiale 1998.
Oltre ai padroni di casa della Francia, parteciparono tre squadre già vincitrici della Coppa del Mondo: i campioni in carica all'epoca del Brasile, l'Inghilterra e l'Italia.

## Formula
Le quattro squadre si affrontarono in un girone all'italiana a turno unico, con il corrente sistema di assegnazione dei punti.

## Risultati

### Incontri
| Arbitro: | Nielsen |

|            |           |                    |
| Keller 60’ | Marcatori | 22’ Roberto Carlos |

| Arbitro: | Benkö |

|                        |           |  |
| Wright 26’ Scholes 43’ | Marcatori |  |

| Arbitro: | Belqola |

|  |           |             |
|  | Marcatori | 86’ Shearer |

| Arbitro: | Muhmenthaler |

|                                            |           |                                             |
| Del Piero 6’, 62’ (rig.) Aldair 23’ (aut.) | Marcatori | 35’ (aut.) Lombardo 71’ Ronaldo 85’ Romário |

| Arbitro: | Toro |

|  |           |             |
|  | Marcatori | 61’ Romário |

| Arbitro: | López Nieto |

|                          |           |                                    |
| Zidane 12’ Djorkaeff 73’ | Marcatori | 60’ Casiraghi 90’ (rig.) Del Piero |

### Classifica finale
| Pos. | Squadra     | Pt | G | V | N | P | GF | GS | DR |
| ---- | ----------- | -- | - | - | - | - | -- | -- | -- |
| 1.   | Inghilterra | 6  | 3 | 2 | 0 | 1 | 3  | 1  | +2 |
| 2.   | Brasile     | 5  | 3 | 1 | 2 | 0 | 5  | 4  | +1 |
| 3.   | Francia     | 2  | 3 | 0 | 2 | 1 | 3  | 4  | -1 |
| 4.   | Italia      | 2  | 3 | 0 | 2 | 1 | 5  | 7  | -2 |

### Classifica marcatori
| Gol | Rigori |  | Giocatore            | Squadra     |
| --- | ------ |  | -------------------- | ----------- |
| 3   | 2      |  | Alessandro Del Piero | Italia      |
| 2   |        |  | Romário              | Brasile     |
| 1   |        |  | Roberto Carlos       | Brasile     |
| 1   |        |  | Ronaldo              | Brasile     |
| 1   |        |  | Youri Djorkaeff      | Francia     |
| 1   |        |  | Marc Keller          | Francia     |
| 1   |        |  | Zinédine Zidane      | Francia     |
| 1   |        |  | Paul Scholes         | Inghilterra |
| 1   |        |  | Alan Shearer         | Inghilterra |
| 1   |        |  | Ian Wright           | Inghilterra |
| 1   |        |  | Pierluigi Casiraghi  | Italia      |

Autoreti
- Aldair (1, pro Italia)
- Attilio Lombardo (1, pro Brasile)

## Convocazioni

### Brasile[1]
Allenatore:  Mário Zagallo
| N. | Pos. | Giocatore        | Data nascita (età)          | Pres. | Squadra             |
| -- | ---- | ---------------- | --------------------------- | ----- | ------------------- |
| 1  | P    | Cláudio Taffarel | 8 maggio 1966 (31 anni)     |       | Atlético Mineiro    |
| 2  | D    | Cafu             | 7 giugno 1970 (26 anni)     |       | Palmeiras           |
| 3  | D    | Aldair           | 30 novembre 1965 (31 anni)  |       | Roma                |
| 4  | D    | Márcio Santos    | 15 settembre 1969 (27 anni) |       | Atlético Mineiro    |
| 5  | C    | Mauro Silva      | 12 gennaio 1968 (29 anni)   |       | Deportivo La Coruña |
| 6  | D    | Roberto Carlos   | 10 aprile 1973 (24 anni)    |       | Real Madrid         |
| 7  | C    | Giovanni         | 4 febbraio 1972 (25 anni)   |       | Barcellona          |
| 8  | C    | Dunga            | 31 ottobre 1963 (33 anni)   |       | Júbilo Iwata        |
| 9  | A    | Ronaldo          | 18 settembre 1976 (20 anni) |       | Barcellona          |
| 10 | C    | Leonardo         | 5 settembre 1969 (27 anni)  |       | Paris Saint-Germain |
| 11 | A    | Romário          | 29 gennaio 1966 (31 anni)   |       | Flamengo            |
| 12 | P    | Carlos Germano   | 14 agosto 1970 (26 anni)    |       | Vasco da Gama       |
| 13 | C    | Djalminha        | 9 dicembre 1970 (26 anni)   |       | Palmeiras           |
| 14 | D    | Zé Maria         | 25 luglio 1973 (23 anni)    |       | Parma               |
| 15 | D    | Célio Silva      | 20 maggio 1968 (29 anni)    |       | Corinthians         |
| 16 | D    | Gonçalves        | 22 febbraio 1966 (31 anni)  |       | Botafogo            |
| 17 | C    | Zé Roberto       | 6 luglio 1974 (22 anni)     |       | Real Madrid         |
| 18 | C    | César Sampaio    | 31 marzo 1968 (29 anni)     |       | Yokohama Flügels    |
| 19 | C    | Flávio Conceição | 13 luglio 1974 (22 anni)    |       | Deportivo La Coruña |
| 20 | C    | Denílson         | 24 agosto 1977 (19 anni)    |       | San Paolo           |
| 21 | A    | Edmundo          | 2 aprile 1971 (26 anni)     |       | Vasco da Gama       |
| 22 | A    | Paulo Nunes      | 30 ottobre 1971 (25 anni)   |       | Grêmio              |

### Francia[2]
Allenatore:  Aimé Jacquet
| N. | Pos. | Giocatore          | Data nascita (età)         | Pres. | Squadra             |
| -- | ---- | ------------------ | -------------------------- | ----- | ------------------- |
| 1  | P    | Lionel Charbonnier | 25 ottobre 1966 (30 anni)  |       | Auxerre             |
| 2  | D    | Vincent Candela    | 24 ottobre 1973 (23 anni)  |       | Roma                |
| 3  | C    | Pierre Laigle      | 9 settembre 1970 (26 anni) |       | Sampdoria           |
| 4  | D    | Frank Lebœuf       | 22 gennaio 1968 (29 anni)  |       | Chelsea             |
| 5  | D    | Laurent Blanc      | 19 novembre 1965 (31 anni) |       | Barcellona          |
| 6  | C    | Youri Djorkaeff    | 9 marzo 1968 (29 anni)     |       | Inter               |
| 7  | C    | Didier Deschamps   | 15 ottobre 1968 (28 anni)  |       | Juventus            |
| 8  | D    | Marcel Desailly    | 7 settembre 1968 (28 anni) |       | Milan               |
| 9  | A    | Christophe Dugarry | 24 marzo 1972 (25 anni)    |       | Milan               |
| 10 | C    | Zinédine Zidane    | 23 giugno 1972 (24 anni)   |       | Juventus            |
| 11 | A    | Patrice Loko       | 6 febbraio 1970 (27 anni)  |       | Paris Saint-Germain |
| 12 | D    | Bixente Lizarazu   | 9 dicembre 1969 (27 anni)  |       | Athletic Bilbao     |
| 13 | C    | Ibrahim Ba         | 12 novembre 1973 (23 anni) |       | Bordeaux            |
| 14 | C    | Robert Pirès       | 29 ottobre 1973 (23 anni)  |       | Metz                |
| 15 | D    | Lilian Thuram      | 1º gennaio 1972 (25 anni)  |       | Parma               |
| 16 | P    | Fabien Barthez     | 28 giugno 1971 (25 anni)   |       | Monaco              |
| 17 | C    | Patrick Vieira     | 23 giugno 1976 (20 anni)   |       | Arsenal             |
| 18 | D    | Bruno N'Gotty      | 10 giugno 1971 (25 anni)   |       | Paris Saint-Germain |
| 19 | C    | Christian Karembeu | 3 dicembre 1970 (26 anni)  |       | Sampdoria           |
| 20 | A    | Nicolas Ouédec     | 28 ottobre 1971 (25 anni)  |       | Espanyol            |
| 21 | C    | Marc Keller        | 14 gennaio 1968 (29 anni)  |       | Karlsruhe           |
| 22 | A    | Florian Maurice    | 20 gennaio 1974 (23 anni)  |       | Olympique Lione     |

### Inghilterra[3]
Allenatore:  Glenn Hoddle
| N. | Pos. | Giocatore        | Data nascita (età)          | Pres. | Squadra           |
| -- | ---- | ---------------- | --------------------------- | ----- | ----------------- |
| 1  | P    | David Seaman     | 19 settembre 1963 (33 anni) |       | Arsenal           |
| 2  | D    | Gary Neville     | 18 febbraio 1975 (22 anni)  |       | Manchester Utd    |
| 3  | D    | Stuart Pearce    | 24 aprile 1962 (35 anni)    |       | Nottingham Forest |
| 4  | C    | Paul Ince        | 21 ottobre 1967 (29 anni)   |       | Inter             |
| 5  | D    | Gareth Southgate | 3 settembre 1970 (26 anni)  |       | Aston Villa       |
| 6  | D    | Graeme Le Saux   | 17 ottobre 1968 (28 anni)   |       | Blackburn         |
| 7  | C    | David Beckham    | 2 maggio 1975 (22 anni)     |       | Manchester Utd    |
| 8  | C    | Paul Gascoigne   | 27 maggio 1967 (30 anni)    |       | Rangers           |
| 9  | A    | Alan Shearer     | 13 agosto 1970 (26 anni)    |       | Newcastle Utd     |
| 10 | A    | Teddy Sheringham | 2 aprile 1966 (31 anni)     |       | Tottenham         |
| 11 | C    | Rob Lee          | 1º febbraio 1966 (31 anni)  |       | Newcastle Utd     |
| 12 | D    | Sol Campbell     | 18 settembre 1974 (22 anni) |       | Tottenham         |
| 13 | P    | Tim Flowers      | 3 febbraio 1967 (30 anni)   |       | Blackburn         |
| 14 | D    | Phil Neville     | 21 gennaio 1977 (20 anni)   |       | Manchester Utd    |
| 15 | D    | Martin Keown     | 24 luglio 1966 (30 anni)    |       | Arsenal           |
| 16 | D    | John Scales      | 4 luglio 1966 (30 anni)     |       | Liverpool         |
| 17 | C    | David Batty      | 2 dicembre 1968 (28 anni)   |       | Newcastle Utd     |
| 18 | C    | Lee Clark        | 27 ottobre 1972 (24 anni)   |       | Sunderland        |
| 19 | C    | Paul Scholes     | 16 novembre 1974 (22 anni)  |       | Manchester Utd    |
| 20 | A    | Ian Wright       | 3 novembre 1963 (33 anni)   |       | Arsenal           |
| 21 | A    | Andy Cole        | 15 ottobre 1971 (25 anni)   |       | Manchester Utd    |
| 22 | P    | Nigel Martyn     | 11 agosto 1966 (30 anni)    |       | Leeds Utd         |

### Italia[4]
Allenatore:  Cesare Maldini
| N. | Pos. | Giocatore             | Data nascita (età)          | Pres. | Squadra     |
| -- | ---- | --------------------- | --------------------------- | ----- | ----------- |
| 1  | P    | Angelo Peruzzi        | 16 febbraio 1970 (27 anni)  |       | Juventus    |
| 2  | D    | Ciro Ferrara          | 11 febbraio 1967 (30 anni)  |       | Juventus    |
| 3  | D    | Paolo Maldini         | 26 giugno 1968 (28 anni)    |       | Milan       |
| 4  | C    | Dino Baggio           | 24 luglio 1971 (25 anni)    |       | Parma       |
| 5  | D    | Fabio Cannavaro       | 13 settembre 1973 (23 anni) |       | Parma       |
| 6  | D    | Alessandro Costacurta | 24 aprile 1966 (31 anni)    |       | Milan       |
| 7  | C    | Angelo Di Livio       | 26 luglio 1966 (30 anni)    |       | Juventus    |
| 8  | C    | Roberto Di Matteo     | 29 marzo 1970 (27 anni)     |       | Chelsea     |
| 9  | A    | Pierluigi Casiraghi   | 4 marzo 1969 (28 anni)      |       | Lazio       |
| 10 | C    | Demetrio Albertini    | 23 agosto 1971 (25 anni)    |       | Milan       |
| 11 | A    | Gianfranco Zola       | 5 luglio 1966 (30 anni)     |       | Chelsea     |
| 12 | P    | Gianluca Pagliuca     | 18 dicembre 1966 (30 anni)  |       | Inter       |
| 13 | D    | Christian Panucci     | 12 aprile 1973 (24 anni)    |       | Real Madrid |
| 14 | D    | Alessandro Nesta      | 19 marzo 1976 (21 anni)     |       | Lazio       |
| 15 | D    | Antonio Benarrivo     | 21 agosto 1968 (28 anni)    |       | Parma       |
| 16 | D    | Stefano Torrisi       | 7 maggio 1971 (26 anni)     |       | Bologna     |
| 17 | C    | Giampiero Maini       | 29 settembre 1971 (25 anni) |       | Vicenza     |
| 18 | C    | Diego Fuser           | 11 novembre 1968 (28 anni)  |       | Lazio       |
| 19 | A    | Christian Vieri       | 12 luglio 1973 (23 anni)    |       | Juventus    |
| 20 | A    | Alessandro Del Piero  | 9 novembre 1974 (22 anni)   |       | Juventus    |
| 21 | A    | Filippo Inzaghi       | 9 agosto 1973 (23 anni)     |       | Atalanta    |
| 22 | A    | Enrico Chiesa         | 29 dicembre 1970 (26 anni)  |       | Parma       |
| 23 | C    | Attilio Lombardo      | 6 gennaio 1966 (31 anni)    |       | Juventus    |